# Coelioxys
Coelioxys thuộc bộ Cánh màng trong họ Megachilidae. Chi này được Pierre André Latreille miêu tả khoa học năm 1809.

## Các loài
Các loài dại diện trong chi gồm:
- Coelioxys abdominalis Guérin-Méneville, 1845
- Coelioxys aberrans Morawitz, 1894
- Coelioxys abnormis Holmberg, 1887
- Coelioxys acanthopyga Alfken, 1940
- Coelioxys acanthura (Illiger, 1806)
- Coelioxys aculeata Schrottky, 1902
- Coelioxys aculeaticeps Friese, 1922
- Coelioxys acutivalva Friese, 1922
- Coelioxys adani Cockerell, 1949
- Coelioxys afra Lepeletier, 1841
- Coelioxys agilis Smith, 1879
- Coelioxys alacris Holmberg, 1888
- Coelioxys alata Förster, 1853
- Coelioxys alatiformis Friese, 1922
- Coelioxys alayoi Genaro, 2001
- Coelioxys albifrons Friese, 1917
- Coelioxys albiventris Morawitz, 1894
- Coelioxys albociliata Pasteels, 1968
- Coelioxys albofasciata Wu, 1988
- Coelioxys albolineata Cockerell, 1905
- Coelioxys albomarginata Friese, 1922
- Coelioxys albonotata Schummel, 1829
- Coelioxys alfkeni Popov, 1946
- Coelioxys alisal Toro & Fritz, 1993
- Coelioxys alternata Say, 1837
- Coelioxys amazonica Schrottky, 1902
- Coelioxys ambrosettii Holmberg, 1918
- Coelioxys analis Friese, 1911
- Coelioxys angelica Cockerell, 1905
- Coelioxys angulata Smith, 1870
- Coelioxys angustivalva Holmberg, 1888
- Coelioxys anisitsi Schrottky, 1909
- Coelioxys annamensis Dusmet y Alonso, 1915
- Coelioxys apacheorum Cockerell, 1900
- Coelioxys aperta Cresson, 1878
- Coelioxys apicata Smith, 1854
- Coelioxys argentea Lepeletier, 1841
- Coelioxys argentipes Smith, 1879
- Coelioxys artemis Schwarz, 2001
- Coelioxys asclepiadis Cockerell, 1925
- Coelioxys aspaste Holmberg, 1916
- Coelioxys ateneata Strand, 1920
- Coelioxys aureociliata Pasteels, 1968
- Coelioxys aurifrons Smith, 1854
- Coelioxys auripes Friese, 1922
- Coelioxys aurolimbata Förster, 1853
- Coelioxys aurulenta Pasteels, 1968
- Coelioxys australis Holmberg, 1886
- Coelioxys azteca Cresson, 1878
- Coelioxys bakeri Cockerell, 1915
- Coelioxys balasto Toro & Fritz, 1993
- Coelioxys banksi Crawford, 1914
- Coelioxys barbata Schwarz & Michener, 1954
- Coelioxys barkeri Cockerell, 1920
- Coelioxys bequaertiana Cockerell, 1931
- Coelioxys beroni Schrottky, 1902
- Coelioxys bertonii Schrottky, 1909
- Coelioxys bicingulata Holmberg, 1918
- Coelioxys bifida Friese, 1904
- Coelioxys bifoleata Pasteels, 1968
- Coelioxys bifoliata Pasteels, 1968
- Coelioxys bifoveolata Pasteels, 1968
- Coelioxys binghami Pasteels, 1968
- Coelioxys bipustulata Friese, 1922
- Coelioxys biroi Friese, 1909
- Coelioxys bisoncornua Hill, 1936
- Coelioxys blabera Holmberg, 1916
- Coelioxys boharti Mitchell, 1962
- Coelioxys bonaerensis Holmberg, 1887
- Coelioxys bonplandiana Holmberg, 1918
- Coelioxys brachypyga Friese, 1922
- Coelioxys brasiliensis Friese, 1922
- Coelioxys braunsiana Friese, 1922
- Coelioxys brevicaudata Friese, 1935
- Coelioxys brevis Eversmann, 1852
- Coelioxys breviventris Friese, 1935
- Coelioxys bruchi Schrottky, 1909
- Coelioxys bruneipes Pasteels, 1968
- Coelioxys bruneri Cockerell, 1918
- Coelioxys bucephala Friese, 1922
- Coelioxys buchwaldi Friese, 1922
- Coelioxys buehleri Schrottky, 1909
- Coelioxys bulbosa Pasteels, 1985
- Coelioxys bullaticeps Friese, 1922
- Coelioxys burgdorfi Cockerell, 1931
- Coelioxys caeruleipennis Friese, 1904
- Coelioxys caffra Friese, 1904
- Coelioxys calabarensis Pasteels, 1968
- Coelioxys cameghinoi Holmberg, 1903
- Coelioxys capensis Smith, 1854
- Coelioxys capitata Smith, 1854
- Coelioxys carinicauda Pasteels, 1968
- Coelioxys carinulata Alfken, 1940
- Coelioxys castanea Morawitz, 1886
- Coelioxys caudata Spinola, 1838
- Coelioxys cavigena Pasteels, 1968
- Coelioxys cayennensis Spinola, 1841
- Coelioxys cearensis Friese, 1921
- Coelioxys cerasiopleura Holmberg, 1903
- Coelioxys chacoensis Holmberg, 1904
- Coelioxys cherenensis Friese, 1913
- Coelioxys chichimeca Cresson, 1878
- Coelioxys chilensis Reed, 1892
- Coelioxys chionospila Cockerell, 1935
- Coelioxys chola Holmberg, 1916
- Coelioxys circumscripta Schulz, 1906
- Coelioxys circumscriptus Friese, 1905
- Coelioxys cisnerosi Cockerell, 1949
- Coelioxys clypearis Friese, 1922
- Coelioxys clypeata Smith, 1879
- Coelioxys cochleariformis Friese, 1922
- Coelioxys coeruleipennis Friese, 1904
- Coelioxys coloboptyche Holmberg, 1887
- Coelioxys coloratula Cockerell, 1939
- Coelioxys columbica Friese, 1922
- Coelioxys concavogenalis Wu, 2006
- Coelioxys concolor Friese, 1922
- Coelioxys confusa Smith, 1875
- Coelioxys congoensis Friese, 1922
- Coelioxys conoidea (Illiger, 1806)
- Coelioxys conspersa Morawitz, 1874
- Coelioxys cordillerana Holmberg, 1909
- Coelioxys corduvensis Holmberg, 1887
- Coelioxys coriacea Pasteels, 1968
- Coelioxys correntina Holmberg, 1887
- Coelioxys costaricensis Cockerell, 1914
- Coelioxys cothura Cockerell, 1918
- Coelioxys coturnix Pérez, 1884
- Coelioxys crassiceps Friese, 1922
- Coelioxys crassiventris Friese, 1935
- Coelioxys cuneata Smith, 1875
- Coelioxys cyanura Cockerell, 1932
- Coelioxys dapitanensis Cockerell, 1915
- Coelioxys darwiniensis Cockerell, 1929
- Coelioxys deani Cockerell, 1909
- Coelioxys decipiens Spinola, 1838
- Coelioxys deletangi Holmberg, 1916
- Coelioxys demeter Cockerell, 1939
- Coelioxys dentigera Mocsáry, 1892
- Coelioxys desmieri Pasteels, 1968
- Coelioxys difformis Friese, 1904
- Coelioxys digitata Friese, 1922
- Coelioxys dinellii Holmberg, 1916
- Coelioxys dispersa Cockerell, 1911
- Coelioxys diversidentata Holmberg, 1916
- Coelioxys dobzhanskyi Moure, 1951
- Coelioxys doelloi Holmberg, 1916
- Coelioxys doeringi Holmberg, 1916
- Coelioxys dolichos Fox, 1890
- Coelioxys domestica Holmberg, 1916
- Coelioxys ducalis Smith, 1854
- Coelioxys duckei Friese, 1922
- Coelioxys echinata Förster, 1853
- Coelioxys edentata Schrottky, 1909
- Coelioxys edita Cresson, 1872
- Coelioxys eduardi Moure, 1951
- Coelioxys elata Holmberg, 1916
- Coelioxys elegantula Alfken, 1934
- Coelioxys elizabeth Toro & Fritz, 1991
- Coelioxys elongata Lepeletier, 1841
- Coelioxys elongativentris (Pasteels, 1977)
- Coelioxys elsei Schwarz, 2001
- Coelioxys emarginata Förster, 1853
- Coelioxys emarginatella Pasteels, 1982
- Coelioxys epaenete Holmberg, 1916
- Coelioxys epistene Holmberg, 1916
- Coelioxys erysimi Cockerell, 1912
- Coelioxys erythrura Spinola, 1838
- Coelioxys excisa Friese, 1921
- Coelioxys eximia Friese, 1922
- Coelioxys exspectata Holmberg, 1918
- Coelioxys farinosa Smith, 1854
- Coelioxys fenestrata Smith, 1873
- Coelioxys fimbriata Friese, 1922
- Coelioxys florea Wu, 2006
- Coelioxys floridana Cresson, 1878
- Coelioxys foersteri Morawitz, 1871
- Coelioxys fontanae Holmberg, 1909
- Coelioxys formosicola Strand, 1913
- Coelioxys fossulata Friese, 1922
- Coelioxys foveolata Smith, 1854
- Coelioxys foxii Viereck, 1902
- Coelioxys frieseana Holmberg, 1916
- Coelioxys frigens Holmberg, 1916
- Coelioxys froggatti Cockerell, 1911
- Coelioxys fulviceps Friese, 1911
- Coelioxys fulvifrons Smith, 1858
- Coelioxys funeraria Smith, 1854
- Coelioxys fuscipennis Smith, 1854
- Coelioxys galactiae Mitchell, 1962
- Coelioxys gallardoi Holmberg, 1916
- Coelioxys genalis Cockerell, 1916
- Coelioxys genalis Pasteels, 1985
- Coelioxys genisei Toro & Fritz, 1991
- Coelioxys genoconcavitus Gupta, 1991
- Coelioxys germana Cresson, 1878
- Coelioxys giacomellii Holmberg, 1916
- Coelioxys gigantea Friese, 1922
- Coelioxys gilensis Cockerell, 1896
- Coelioxys gonaspis Cockerell, 1924
- Coelioxys gracillima (Pasteels, 1977)
- Coelioxys grindeliae Cockerell, 1900
- Coelioxys guaranitica Schrottky, 1909
- Coelioxys guptai Schwarz, 1999
- Coelioxys haematura Cockerell, 1914
- Coelioxys haemorrhoa Förster, 1853
- Coelioxys heterozona Cockerell, 1939
- Coelioxys hickeni Holmberg, 1918
- Coelioxys hiroba Nagase, 2003
- Coelioxys hirsutissima Cockerell, 1912
- Coelioxys hirtiventris Popov, 1946
- Coelioxys holmbergi Schrottky, 1920
- Coelioxys hosoba Nagase, 2003
- Coelioxys huarpum Holmberg, 1916
- Coelioxys hubrichiana Holmberg, 1918
- Coelioxys humahuakae Holmberg, 1909
- Coelioxys hunteri Crawford, 1914
- Coelioxys hyalinipennis Friese, 1935
- Coelioxys ignava Smith, 1879
- Coelioxys immaculata Cockerell, 1912
- Coelioxys incarinata Friese, 1904
- Coelioxys inconspicua Holmberg, 1884
- Coelioxys indica Friese, 1925
- Coelioxys inermis (Kirby, 1802)
- Coelioxys insita Cresson, 1872
- Coelioxys insolita Holmberg, 1903
- Coelioxys intacta Friese, 1923
- Coelioxys integra Pasteels, 1968
- Coelioxys intermedia Pasteels, 1968
- Coelioxys iranica Warncke, 1992
- Coelioxys issororensis Cockerell, 1923
- Coelioxys joergenseni Holmberg, 1909
- Coelioxys joergenseniana Holmberg, 1916
- Coelioxys jujuyensis Holmberg, 1909
- Coelioxys junodi Friese, 1904
- Coelioxys kasachstana Warncke, 1992
- Coelioxys katangensis Cockerell, 1932
- Coelioxys khasiana Cameron, 1904
- Coelioxys kosemponis Strand, 1913
- Coelioxys kualana Cockerell, 1927
- Coelioxys kuscheli Moure, 1951
- Coelioxys labiosa Moure, 1951
- Coelioxys laevicollis Friese, 1922
- Coelioxys laevigata Smith, 1854
- Coelioxys laevis Friese, 1922
- Coelioxys lanceolata Nylander, 1852
- Coelioxys langi Cockerell, 1935
- Coelioxys lata Cameron, 1908
- Coelioxys latefasciata Morawitz, 1886
- Coelioxys laticauda Morawitz, 1895
- Coelioxys laticeps Friese, 1922
- Coelioxys lativalva Holmberg, 1903
- Coelioxys lativentris Friese, 1909
- Coelioxys lativentroides Brauns, 1930
- Coelioxys laudabilis Holmberg, 1888
- Coelioxys leopoldensis Friese, 1922
- Coelioxys leopoldinae Friese, 1922
- Coelioxys leptura (Illiger, 1806)
- Coelioxys leucochrysea Cockerell, 1914
- Coelioxys liberalis Holmberg, 1916
- Coelioxys ljuba Toro & Fritz, 1991
- Coelioxys longispina Pasteels, 1968
- Coelioxys longiventris Friese, 1922
- Coelioxys loricula Smith, 1854
- Coelioxys luangwana Cockerell, 1939
- Coelioxys lucidicauda Cockerell, 1939
- Coelioxys luzonica Cockerell, 1914
- Coelioxys lyprura Moure, 1951
- Coelioxys macaria Holmberg, 1916
- Coelioxys maculata Friese, 1913
- Coelioxys maculoides Pasteels, 1968
- Coelioxys madagascariensis Benoist, 1955
- Coelioxys magretti Friese, 1915
- Coelioxys manchurica Proschchalykin & Lelej, 2004
- Coelioxys mandibularis Nylander, 1848
- Coelioxys manilae Ashmead, 1904
- Coelioxys mapuche Toro & Fritz, 1991
- Coelioxys marchalli Pasteels, 1968
- Coelioxys marginata Friese, 1922
- Coelioxys melanopus Schulz, 1906
- Coelioxys mendozina Holmberg, 1903
- Coelioxys menthae Cockerell, 1897
- Coelioxys mesae Cockerell, 1921
- Coelioxys mesopotamica Holmberg, 1918
- Coelioxys mexicana Cresson, 1878
- Coelioxys mielbergi Morawitz, 1880
- Coelioxys mimetica Holmberg, 1916
- Coelioxys minuta Smith, 1879
- Coelioxys miranda Vachal, 1904
- Coelioxys missionum Holmberg, 1888
- Coelioxys mitchelli Baker, 1975
- Coelioxys modesta Smith, 1854
- Coelioxys moesta Cresson, 1864
- Coelioxys mongolica Friese, 1925
- Coelioxys mutans Holmberg, 1916
- Coelioxys nasuta Friese, 1904
- Coelioxys natalensis Cockerell, 1920
- Coelioxys neavei Vachal, 1910
- Coelioxys neli Cockerell, 1933
- Coelioxys nigripes Vachal, 1903
- Coelioxys nigrofimbriata Cockerell, 1919
- Coelioxys nigrura Pasteels, 1977
- Coelioxys nitidicauda Pasteels, 1968
- Coelioxys nitidicollis Friese, 1922
- Coelioxys nitidoscutellaris Pasteels, 1987
- Coelioxys nivosa Pasteels, 1968
- Coelioxys noa Toro & Fritz, 1993
- Coelioxys nodis Baker, 1975
- Coelioxys novomexicana Cockerell, 1909
- Coelioxys oaxacana Baker, 1975
- Coelioxys obtusa Pérez, 1884
- Coelioxys obtusata Magretti, 1895
- Coelioxys obtusispina Thomson, 1872
- Coelioxys obtusivalva Friese, 1922
- Coelioxys obtusiventris Crawford, 1914
- Coelioxys occidentalis Holmberg, 1916
- Coelioxys octodentata Say, 1824
- Coelioxys octodenticulata Friese, 1935
- Coelioxys odin Strand, 1912
- Coelioxys opacicollis Friese, 1922
- Coelioxys oriplanes Moure, 1951
- Coelioxys osmiae Alfken, 1928
- Coelioxys otomita Cresson, 1878
- Coelioxys pachyceps Friese, 1922
- Coelioxys pachyrhina Cockerell, 1919
- Coelioxys palmaris Fritz & Toro, 1990
- Coelioxys paludicola Strand, 1911
- Coelioxys pampeana Holmberg, 1887
- Coelioxys paradoxa Friese, 1922
- Coelioxys paraguaya Moure, 1943
- Coelioxys paraguayensis Schrottky, 1909
- Coelioxys pasteeli Gupta, 1992
- Coelioxys patagonica Schrottky, 1909
- Coelioxys patiens Holmberg, 1916
- Coelioxys patula Pérez, 1884
- Coelioxys pauloensis Friese, 1922
- Coelioxys pedregalensis Holmberg, 1916
- Coelioxys penetatrix Smith, 1879
- Coelioxys peregrinata Cockerell, 1911
- Coelioxys pergandei Schletterer, 1890
- Coelioxys perseus Nurse, 1904
- Coelioxys philippensis Bingham, 1895
- Coelioxys picicornis Morawitz, 1887
- Coelioxys pieliana Friese, 1935
- Coelioxys piercei Crawford, 1914
- Coelioxys piliclypeus Wu, 1988
- Coelioxys piligena Pasteels, 1968
- Coelioxys pilivalva Friese, 1922
- Coelioxys planidens Friese, 1904
- Coelioxys polycentris Förster, 1853
- Coelioxys pomona Toro & Fritz, 1991
- Coelioxys popovi Strand, 1934
- Coelioxys porterae Cockerell, 1900
- Coelioxys postponenda Schulz, 1906
- Coelioxys praetextata Haliday, 1836
- Coelioxys pratti Crawford, 1914
- Coelioxys producta Cresson, 1865
- Coelioxys proxima Holmberg, 1916
- Coelioxys pruinosa Smith, 1854
- Coelioxys pruna Holmberg, 1916
- Coelioxys pucaraensis Holmberg, 1916
- Coelioxys pulchella Morawitz, 1874
- Coelioxys puncticollis Friese, 1921
- Coelioxys pygidialis Schrottky, 1902
- Coelioxys quadriceps Friese, 1922
- Coelioxys quadridentata (Linnaeus, 1758)
- Coelioxys quadrifasciata Gupta, 1992
- Coelioxys quaerens Holmberg, 1903
- Coelioxys quartodecimdentata Friese, 1935
- Coelioxys quattuordecimpunctata Friese, 1935
- Coelioxys quechua Toro & Fritz, 1993
- Coelioxys radoszkowskyi Popov, 1946
- Coelioxys raffrayi Dusmet y Alonso, 1912
- Coelioxys ramakrishnae Cockerell, 1919
- Coelioxys recusata Schulz, 1904
- Coelioxys reediana Holmberg, 1916
- Coelioxys reginae Cockerell, 1905
- Coelioxys remissa Holmberg, 1888
- Coelioxys reticulata Pasteels, 1968
- Coelioxys rhadia Holmberg, 1916
- Coelioxys rhinosa Cockerell, 1911
- Coelioxys riojana Holmberg, 1916
- Coelioxys robusta Morawitz, 1875
- Coelioxys roigi Fritz & Toro, 1990
- Coelioxys rosarina Holmberg, 1918
- Coelioxys rostrata Friese, 1922
- Coelioxys rotundiscutum Pasteels, 1977
- Coelioxys rubella Pasteels, 1968
- Coelioxys rufa Friese, 1922
- Coelioxys rufescens Lepeletier & Audinet-Serville, 1825
- Coelioxys ruficincta Cockerell, 1931
- Coelioxys ruficollis Friese, 1922
- Coelioxys rufipes Guérin-Méneville, 1845
- Coelioxys rufispina Walker, 1871
- Coelioxys rufitarsis Smith, 1854
- Coelioxys rufocincta Cockerell, 1931
- Coelioxys rufopicta Smith, 1854
- Coelioxys rugicollis Friese, 1922
- Coelioxys rugulosa Friese, 1908
- Coelioxys ruizi Moure, 1951
- Coelioxys ruzi Toro & Fritz, 1991
- Coelioxys sakamotorum Nagase, 2006
- Coelioxys salinaria Cockerell, 1925
- Coelioxys saltensis Toro & Fritz, 1993
- Coelioxys sanguinea Friese, 1922
- Coelioxys sanguinicollis Friese, 1922
- Coelioxys sanguinosa Cockerell, 1912
- Coelioxys sanjuanina Holmberg, 1916
- Coelioxys sannicolarensis Genaro, 2001
- Coelioxys sayi Robertson, 1897
- Coelioxys schmidti Friese, 1917
- Coelioxys schulzi Holmberg, 1909
- Coelioxys scioensis Gribodo, 1879
- Coelioxys scitula Cresson, 1872
- Coelioxys scutellaris Schrottky, 1902
- Coelioxys scutellotuberculata Pasteels, 1968
- Coelioxys semenowi Morawitz, 1894
- Coelioxys semicarinata Alfken, 1940
- Coelioxys seminitida Pasteels, 1985
- Coelioxys serricaudata Baker, 1975
- Coelioxys setosa Friese, 1904
- Coelioxys sexmaculata Cameron, 1897
- Coelioxys siamensis Cockerell, 1911
- Coelioxys simillima Smith, 1854
- Coelioxys slossoni Viereck, 1902
- Coelioxys smithii Dalla Torre, 1896
- Coelioxys sodalis Cresson, 1878
- Coelioxys sogdiana Morawitz, 1875
- Coelioxys soledadensis Cockerell, 1909
- Coelioxys somalica Friese, 1922
- Coelioxys somalina Magretti, 1895
- Coelioxys spativentris Friese, 1935
- Coelioxys spatulata Friese, 1922
- Coelioxys speculifera Cockerell, 1931
- Coelioxys spilaspis Cockerell, 1932
- Coelioxys spinipyga Strand, 1910
- Coelioxys spinosa Dewitz, 1881
- Coelioxys spissicauda Pasteels, 1968
- Coelioxys squamatula Pasteels, 1977
- Coelioxys squamigera Friese, 1935
- Coelioxys squamosa Friese, 1922
- Coelioxys squamosissima Pasteels, 1968
- Coelioxys squamosoides Pasteels, 1968
- Coelioxys squamosula Popov, 1946
- Coelioxys strigata Vachal, 1904
- Coelioxys subdentata Smith, 1854
- Coelioxys subelongata Wu, 1992
- Coelioxys subhamata Holmberg, 1916
- Coelioxys subnitens Pasteels, 1977
- Coelioxys subspinosa Friese, 1922
- Coelioxys subtropicalis Holmberg, 1887
- Coelioxys sudanensis Cockerell, 1933
- Coelioxys surinamensis Friese, 1922
- Coelioxys tabayensis Schrottky, 1920
- Coelioxys tarda Holmberg, 1916
- Coelioxys tastil Toro & Fritz, 1993
- Coelioxys tegularis Cresson, 1869
- Coelioxys tehuelche Holmberg, 1916
- Coelioxys tenacior Holmberg, 1916
- Coelioxys tenax Holmberg, 1888
- Coelioxys tenebrosa Pasteels, 1968
- Coelioxys tenebrosoides Pasteels, 1968
- Coelioxys tepaneca Cresson, 1878
- Coelioxys texana Cresson, 1872
- Coelioxys tiburonensis Cockerell, 1924
- Coelioxys tilcarae Holmberg, 1916
- Coelioxys togoensis Friese, 1922
- Coelioxys tolteca Cresson, 1878
- Coelioxys toltecoides Cockerell, 1923
- Coelioxys torquata Warncke, 1992
- Coelioxys torrida Smith, 1854
- Coelioxys torridula Pasteels, 1968
- Coelioxys totonaca Cresson, 1878
- Coelioxys trancas Toro & Fritz, 1993
- Coelioxys triangula Friese, 1906
- Coelioxys tricarinata Morawitz, 1875
- Coelioxys tridentata (Fabricius, 1775)
- Coelioxys triodonta Cockerell, 1914
- Coelioxys trispinosa Friese, 1922
- Coelioxys truncaticauda Cockerell, 1932
- Coelioxys tucumana Holmberg, 1903
- Coelioxys turbinata Krombein, 1953
- Coelioxys ultima Pasteels, 1968
- Coelioxys umbripennis Friese, 1922
- Coelioxys unicula Cockerell, 1939
- Coelioxys unidentata Friese, 1922
- Coelioxys variegata Holmberg, 1916
- Coelioxys verticalis Smith, 1854
- Coelioxys victoriae Rayment, 1935
- Coelioxys vigilans Smith, 1879
- Coelioxys vituperabilis Holmberg, 1903
- Coelioxys wagenknechti Moure, 1951
- Coelioxys warnckei Schwarz & Gusenleitner, 2003
- Coelioxys weinlandi Schulz, 1904
- Coelioxys weyrauchi Moure, 1951
- Coelioxys wilmattae Cockerell, 1949
- Coelioxys xinjiangensis Wu, 2006
- Coelioxys yanonis Matsumura, 1912
- Coelioxys yunnanensis Wu, 1992
- Coelioxys zapoteca Cresson, 1878
- Coelioxys zonula Smith, 1854